# Dany (dessinateur)
Pour les articles homonymes, voir Dany.
Dany, nom d’artiste  de Daniel Henrotin, né le 28 janvier 1943 à Marche-en-Famenne (province de Luxembourg), est un auteur de bande dessinée belge.

## Biographie

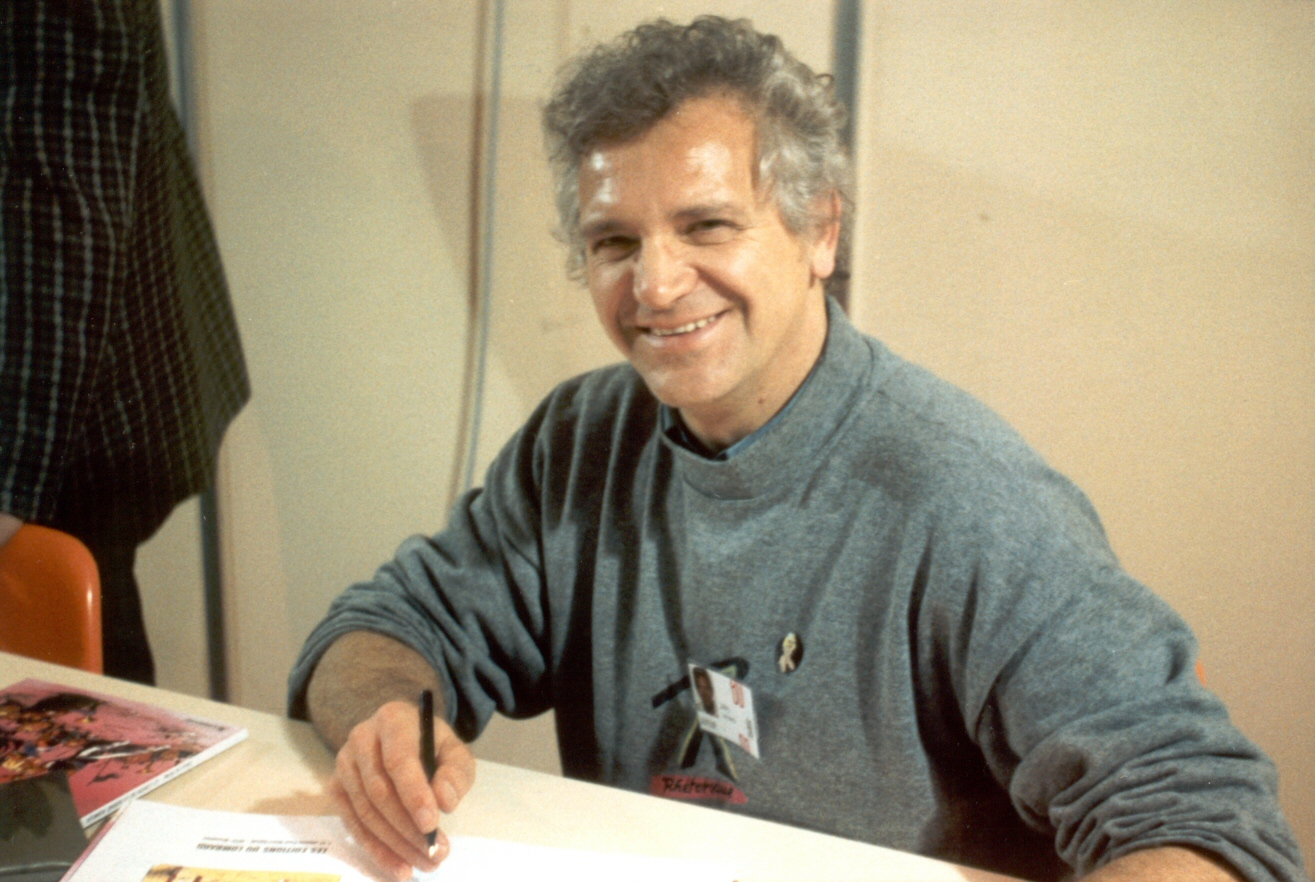
Dany en 1990 au festival d'Angoulême.

Daniel Henrotin naît le 28 janvier 1943 à Marche-en-Famenne. Dany s'oriente dans un premier temps vers une carrière d'illustrateur publicitaire. À la suite d'une rencontre avec Mittéï, il devient son assistant et travaille sur Les Trois A, Indésirable Désiré et même Ric Hochet où on lui confie les décors.
En 1966, de retour de son service militaire, il entre au studio Greg et travaille pour Quentin Gentil et les As (parus dans Pif Gadget). Il devient également un fidèle collaborateur de l'hebdomadaire Tintin, pour lequel il réalise de nombreuses illustrations.
C'est en 1968, sur un scénario de Greg, qu'il crée sa première bande dessinée, les aventures d'Olivier Rameau, qui se poursuivent encore aujourd'hui. À la même époque on le retrouve dans Le Soir, où il contribue au collectif Alice au Pays des Merveilles, scénarisé par Greg et publié sous les pseudonymes de Daluc (Dany et Dupa) et Turbo (Turk et De Groot). Cette histoire sera reprise en album aux éditions du Lombard en 1973, puis chez MC Productions en 1987.
En 1975, Dany crée la surprise. Il passe à un dessin réaliste en illustrant Histoire sans héros, un one-shot imaginé par Van Hamme (paru dans Tintin, puis en album au Lombard). L'année suivante, pour l'éphémère Achille Talon magazine, il dessine, sur un scénario de Greg, Jo Nuage et Kay Mac Cloud (un album chez Dargaud, repris aux Éditions Joker).
En 1978, il retrouve Van Hamme et, toujours dans Tintin, réalise Arlequin. La série connaît trois albums au Lombard (chez Dargaud pour le marché français), avant d'être ressuscitée en 2001 par Jytéry et Rodolphe aux Éditions Joker.
Greg lui confie, en 1979, le dessin de Bernard Prince, auquel Hermann a renoncé. Il en réalise deux albums avant de céder lui-même la place à Édouard Aidans. En 1985 et 1987, paraissent deux portfolios : Colombe 1 et Colombe 2, et en 1986 il participe au collectif Les Histoires merveilleuses des oncles Paul.
Avec Ça vous intéresse ?, Dany lance, en 1990, une série d'albums à l'humour érotique. Les textes sont d'abord crédités à Bob de Groot mais Dany avoue vite qu'il doit ses blagues coquines à de nombreux auteurs tels que Tibet, Hermann, etc.
Il entreprend Équator en 1992. Alpen Publishers publie un premier récit, puis deux ans plus tard, ce sont les éditions du Lombard qui reprennent la série avec, cette fois, Stephen Desberg au scénario.
Il apparaît également au sommaire du magazine suisse Junior-Club, avec Les Juniors du rail, une série visant à promouvoir les CFF, la société des transports ferroviaires helvétiques. Un album sort en 1993.
Jean Van Hamme et Dany se retrouvent en 1996. Vingt ans après Histoire sans héros, ils décident de donner une suite à cet album. Les auteurs choisissent un titre tout simple : Vingt ans après. L'histoire est prépubliée dans le quotidien belge Le Soir puis reprise en album dans la collection « Signé » des éditions du Lombard.
En 2000, il participe, aux côtés de François Boucq, de Coyote et de Ptiluc, au collectif Moto Neige - Pas d'bon sens, publié chez Glénat et en 2003, les éditions BFB reprennent en album ses projets de couverture couvrant la période 1970-1997. En 2000 toujours, il participe à l'album L'Or des fous, associé à un disque de Lavilliers : il s'agit d'un album BD collectif (éditions Soleil), couplé avec un CD musical (Universal Music).
Toujours pour les éditions Soleil, il participe en 2003 à l'album collectif de bande dessinée intitulé Les Chansons de Mr Eddy, constitué de récits courts adaptant dix-huit chansons d'Eddy Mitchell.
En 2020, il publie un roman graphique en couleur directe Un homme qui passe sur un scénario de Denis Lapière dans la collection « Aire libre » aux éditions Dupuis.
En 2023, Auracan éditions sort le premier volume des Voyages de Dany, intitulé Croquis d'Afrique. Ce livre mélange des illustrations issues des voyages de l'auteur sur le continent africain avec des textes écrits par Marc Carlot qui donnent les ambiances, racontent des anecdotes sur les lieux visités dans 14 pays d'Afrique. Les textes font également le lien avec ses bandes dessinées qui se déroulent en Afrique. En septembre de la même année, il rend hommage à Tibet avec un récit de Ric Hochet dans le Tintin numéro spécial 77 ans.
Toujours en 2023, Dany s'associe avec le scénariste vétéran Yann pour Spirou et la gorgone bleue, qui sort en octobre 2023. Un an plus tard, l'album est dénoncé par des influenceurs en raison de la représentation des personnages Afro-américains, qu'ils jugent raciste. L'éditeur Dupuis retire l'album des ventes le 31 octobre 2024, tout en présentant ses excuses. Le dessinateur, qui revendique la caricature, s'est également excusé.
Se déplaçant avec aisance entre l'humour, la poésie et le réalisme, Dany est considéré comme un des grands auteurs de la bande dessinée franco-belge.

## Œuvres

### Arlequin
(scénario de Jean Van Hamme)
1. Les Éléphants se plument à l'aube (1979, Dargaud puis Les Éditions Joker)
2. L'As, le Roi, la Dame et le Valet (1982, Le Lombard puis Les Éditions Joker)
- 3. La Baleine qui chantait faux[9], Le Lombard, Bruxelles, 1985
Scénario : Jean Van Hamme - Dessin : Dany - Couleurs : quadrichromie -  (ISBN 2-8036-0510-4) — réédition P&T Production, 1982  (ISBN 2-87265-011-3) ; Éditions Joker, 2000  (ISBN 2-87265-121-7).

### Bernard Prince
(scénario de Greg)
14. Le Piège aux cent mille dards (1980, Le Lombard) — le scénario semble avoir été inspiré par le roman ou par le film La légion saute sur Kolwezi
15. Orage sur le Cormoran (1989, Le Lombard)

### Ça vous intéresse?
- 1. Ça vous intéresse ?, P&T Production, Bruxelles, janvier 1990
Scénario : Bob de Groot - Dessin : Dany - Couleurs : quadrichromie -  (ISBN 2-87265-000-8)
- 2. On va plus loin ?, P&T Production, Bruxelles, janvier 1991
Scénario : collectif - Dessin : Dany - Couleurs : quadrichromie -  (ISBN 2-87265-001-6)
- 3. Vous n'avez pas honte ?, P&T Production, Bruxelles, 1994
Scénario : collectif - Dessin : Dany - Couleurs : quadrichromie -  (ISBN 2-87265-036-9)
- 4. Où voulez-vous en venir ?, P&T Production, Bruxelles, janvier 1998
Scénario : collectif - Dessin : Dany - Couleurs : quadrichromie -  (ISBN 2-87265-065-2)
- 5. Ça vous choque ?[10], Joker Éditions, Bruxelles, août 2002
Scénario : collectif - Dessin : Dany - Couleurs : quadrichromie -  (ISBN 2-87265-176-4)
- 6. Comment osez-vous ?, Joker Éditions, Bruxelles, août 2004
Scénario : collectif - Dessin : Dany - Couleurs : quadrichromie -  (ISBN 2-87265-222-1)

Best of : 100 blagues !… Très coquines (1999)
Best-of : C'est pas sérieux ! (2000)
Best-of : Juste pour rire ! (2005)
L'intégrale : reprise intégrale des six tomes (et même un peu plus !) (novembre 2019)

### Équator
1. Caro, Alpen Publishers, 1992  (ISBN 2-7316-0818-8)
2. Katale, sc. Stephen Desberg, Le Lombard, 1994  (ISBN 2-8036-1123-6)
3. Intikam (annoncé, jamais paru)

### Histoire sans héros
(scénario de Jean Van Hamme)
1. Histoire sans héros (1977, Le Lombard)
2. Vingt ans après[12],[13] (1997, Le Lombard)

### Olivier Rameau
(scénario de Greg)

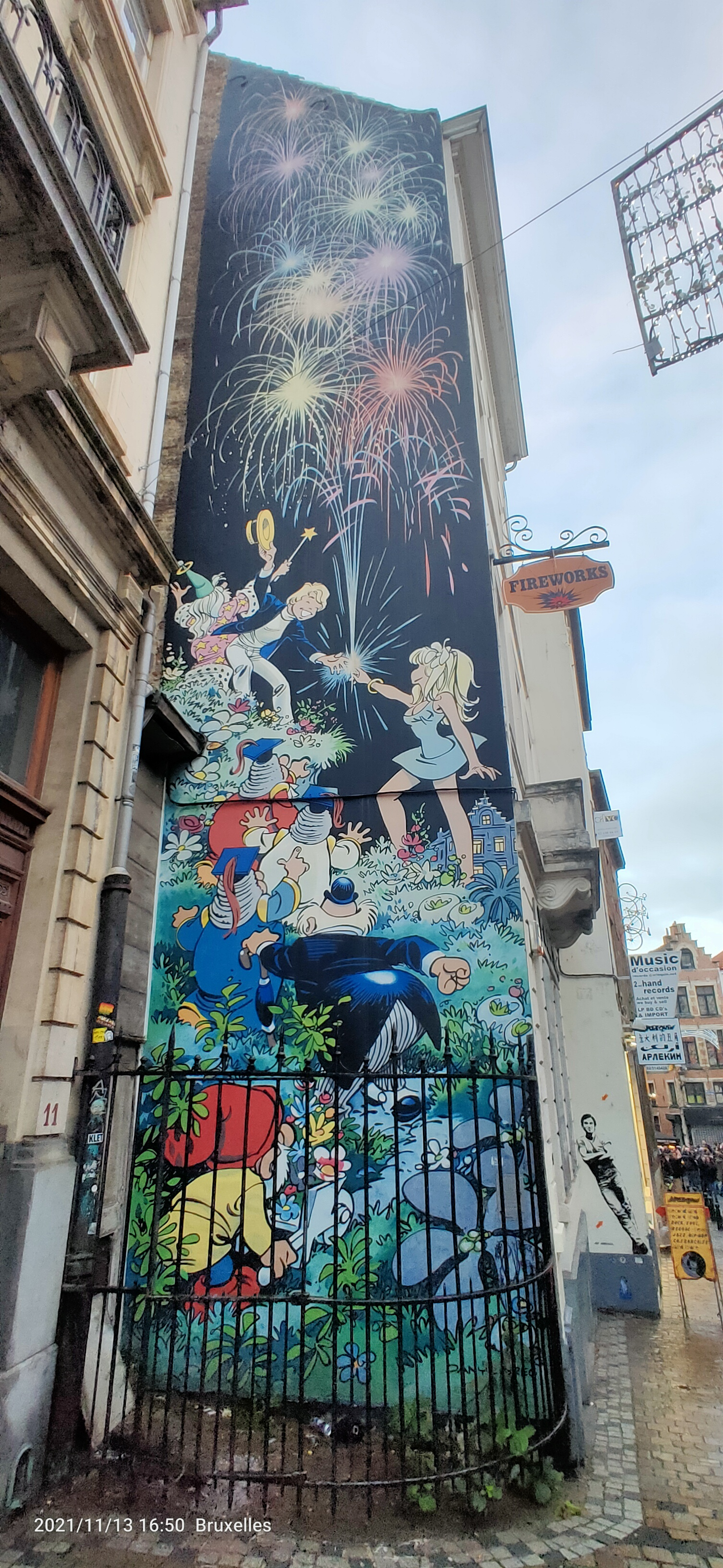
Fresque Olivier Rameau à Bruxelles.

1. La Merveilleuse Odyssée d'Olivier Rameau et de Colombe Tiredaile (1970, Le Lombard puis Éditions Joker)
2. La Bulle de si-c'était-vrai (1971, Le Lombard puis Éditions Joker)
3. Le Château des quatre lunes (1972, Le Lombard puis Éditions Joker)
4. La Caravelle de n'importe où (1973, Le Lombard puis Éditions Joker)
5. Le Grand Voyage en Absurdie (1974, Le Lombard puis Éditions Joker)
6. L'Oiseau de par-ci par-là (1975, Le Lombard puis Éditions Joker)
7. Le Miroir à trois faces (1976, Le Lombard puis Éditions Joker)
8. La Trompette du silence (1978, Le Lombard puis Éditions Joker)
9. Le Canon de la bonne humeur (1983, Le Lombard puis Éditions Joker)
10. Le Rêve aux sept portes (1985, Le Lombard puis Éditions Joker)

- 11. L'Océan sans surface, Le Lombard, Bruxelles, juin 1987
Scénario : Greg - Dessin : Dany - Couleurs : quadrichromie -  (ISBN 2-8036-0622-4) — réédition Éditions Joker, 2000  (ISBN 2-87265-131-4).
- 12. Les Disparus du Bayou Plalah[14],[15], Éditions Joker, Bruxelles, janvier 2005
Scénario : Greg - Dessin et couleurs : Dany -  (ISBN 2-87265-090-3)

### Spirou et Fantasio par...
- Spirou et la gorgone bleue[16],[17], Dupuis,  (ISBN 978-2-8001-6780-0), 8 septembre 2023 (retiré en novembre 2024)
Scénario : Yann - Dessin : Dany - Retiré de la vente le 31 octobre 2024 pour des dessins à caractère raciste[18].

### Divers
- Le Voleur de parapluie, une planche couleurs publiée sous son vrai nom d'Henrotin dans l'album Laurel et Hardy no 1, Opera Mundi, novembre 1969
- Jo Nuage et Kay Mac Cloud (scénario de Greg, 1976, Dargaud puis Les Éditions Joker)
- La Chèvre de Monsieur Seguin et autres contes d’Alphonse Daudet. Éditions Dargaud, Collection Lecture et Loisir, no 260, 1979
- La Petite Sirène et autres contes d’Andersen. Éditions Dargaud, Collection Lecture et Loisir, no 261, 1979
- Au pays de Heïdi de Johanna Spyri. Éditions Dargaud, Collection Lecture et Loisir, no 266, 1979
- Croc-Blanc de Jack London. Éditions Dargaud, Collection Lecture et Loisir, no 3, 1981

- Ludivine - tome 1, scénario de Rodrigue et Erroc, Glénat, 2016
- Les Voyages de Dany - tome 1 : Croquis d'Afrique (textes de Marc Carlot, 2023, Auracan éditions)

### Collectifs

#### Revues et journaux
- Tintin numéro spécial 77 ans[6], Éditions Moulinsart-Le Lombard, septembre 2023, Contribution : Ric Hochet.

### Collections publiques
6 œuvres de cet artiste sont conservées au Centre belge de la bande dessinée et font partie du patrimoine mobilier de la région Bruxelles-Capitale.

## Prix et distinctions
- 1971 :  prix Saint-Michel promotion (jeune humoristique), pour l'ensemble de son œuvre[39] ;
- 1997 :  Grand prix du festival de Lys-lez-Lannoy[40] ;
- 2001 :  prix pour l’ensemble d’une œuvre, décerné par le Festival international de la bande dessinée de Chambéry[41] ;
- 2007 :  prix Saint-Michel du meilleur dessin pour Sur les traces de Dracula, t. 3 : Transylvania ;
- 2011 :  Grand Prix Diagonale pour l'ensemble de son œuvre[42] ;
- 2021 :  prix Life Achievement pour l'ensemble de sa carrière, Festival de bande dessinée de Knokke-Heist (nl) à Knokke-Heist[43].

## Anecdotes
Dany, ainsi que les auteurs Frank Pé, Olivier Grenson et Fabrizio Borrini, ont été invités à l’Exposition universelle de 2010 à Shanghai en Chine pour y faire des performances artistiques sur des « Concerts Dessinés ».

#### Livres
: document utilisé comme source pour la rédaction de cet article.
- Jean Van Hamme, Introduction à la bande dessinée belge, Bruxelles, Bibliothèque royale de Belgique, 1968, 80 p., ill. ; 26 cm (lire en ligne), p. 25[catalogue] publié à l'occasion de l'exposition La bande dessinée en Belgique, Bibliothèque Albert Ier, [Bruxelles], du 29 juin au 25 août 1968.
- Jean-Louis Lechat, Un demi-siècle d’aventures t. 2 : 1970 - 1996, Bruxelles, Le Lombard, 5 décembre 1996, 224 p., ill. ; 31 cm (ISBN 280361233X, OCLC 37995939, BNF 37539082, présentation en ligne), p. 40, 60, 62, 89, 94, 100, 107, 108, 119, 185, 201.
- Jacques Fiérain, « Dany », dans La BD dans les provinces de Liège, Namur et Luxembourg, Charleroi, Éd. l'Âge d'or, 2004, 112 p., ill. ; 31 cm (ISBN 9782960019698, OCLC 470388297, présentation en ligne), p. 27.
- Patrick Gaumer, « Dany », dans Dictionnaire mondial de la BD, Paris, Larousse, 2010, 953 p., ill. ; 27 cm (ISBN 978-2-0358-4331-9 et 2-0358-4331-6, OCLC 920924930, présentation en ligne), p. 225-226. .
- Philippe Tomblaine, Dany, du rêve au 9e art, PLG, coll. « Mémoire Vive » (no 29), 13 janvier 2020, 256 p. (ISBN 978-2-917837-35-1, présentation en ligne).

#### Périodiques
- Jean-Pol Stercq, « La Galerie-photo de Tintin », Tintin, Le Lombard, no 5,‎ 1973.
- « Dany », Les Cahiers de la bande dessinée, no 49,‎ 1981
- Dany (interviewé par Philippe Cauvin assisté d'Olivier Maltret), « Interview exclusive de Dany », DBD, no 5 (cahier no 2),‎ décembre 1999, p. 1-32.
- Thierry Van Groenendael, « Bibliographie », DBD, no 5 (cahier no 2),‎ décembre 1999, p. 33-40.
- Dany (interviewé par Damien Perez), « Pin-up à gogo : Ma femme, ma fille - Entretien avec Dany », Casemate, no 37,‎ mai 2011 (ISSN 1964-504X).
- Dany, Hermann, Bob de Groot, Anne-Marie De Coster (interviewé par Frédéric Bosser), « Les 4 as », dBD, no 106,‎ septembre 2016, p. 46-49 (ISSN 1951-4050).

#### Articles
- Dany (interviewé par Didier Pasamonik), « Interviews : Dany ("Olivier Rameau", "Guerrières de Troy") (1/3) : "Greg était un bosseur extraordinaire" », ActuaBD,‎ 4 mars 2014 (lire en ligne, consulté le 16 octobre 2023).
- Dany (interviewé par Alexis Seny), « Caricatures racistes ? : "Blesser n'est pas mon but", longue interview avec Dany après la suppression et le bad buzz de son Spirou », L'Avenir,‎ 6 novembre 2024 (lire en ligne, consulté le 6 novembre 2024).
- Dany (interviewé par Jean-Sébastien Chabannes), « Interviews : Dany : « Je ne suis pas prêt à accepter les nouveaux diktats » [INTERVIEW] », ActuaBD,‎ 12 juillet 2025 (lire en ligne, consulté le 13 juillet 2025).

### Émissions de télévision
- Kaboom ! - Tome #54 – Dany, le voyageur de papier sur RTL-TVI, présentation : Thibaut Fontenoy - réalisation : Patrice Gautot - production : Bangarang (16 min 36 s), 9 novembre 2020 Voir en ligne.

### Émissions de radio
- Le Mug d’ouverture sur La Première, participants : Dany, Alix Garin présentation : Élodie de Sélys (15 min), 8 septembre 2023 Voir en ligne via Auvio .